# Lago de Walen
El lago de Walen (del alemán: Walensee) es un lago situado en la Suiza Oriental, entre los cantones de San Galo y Glaris. Se encuentra en un valle dominado por las cumbres de la sierra Churfirsten, con desfiladeros de más de 1000 metros de desnivel en la orilla norte. El lago está a una altitud de 419 m s. n. m. y ocupa una superficie de 24 km². Su profundidad máxima es de 151 m.
La temperatura del agua es unos grados inferior a la de los lagos de las proximidades (no suele superar los 20 °C en verano). Esto es causado por la particularidad de estar situado en un valle profundo, donde la superficie no recibe mucha luz solar. 
El afluente principal era antiguamente el Séez, hasta que a principios del siglo XIX se desvió el cauce del Linth, pasando este último a ser el afluente más caudaloso.
Las localidades situadas en la orilla del lago son Walenstadt, Mols, Untertertzen, Murg y Weesen.
La orilla norte del lago es de difícil acceso, de hecho al pueblo de Quinten solo se puede acceder en barco o a pie, ya que no hay acceso por carretera.
Al sur del lago se encuentran las zonas de turismo Flumserberg y Kerenzerberg, que cuentan con estaciones de esquí y rutas de senderismo.

## Galería

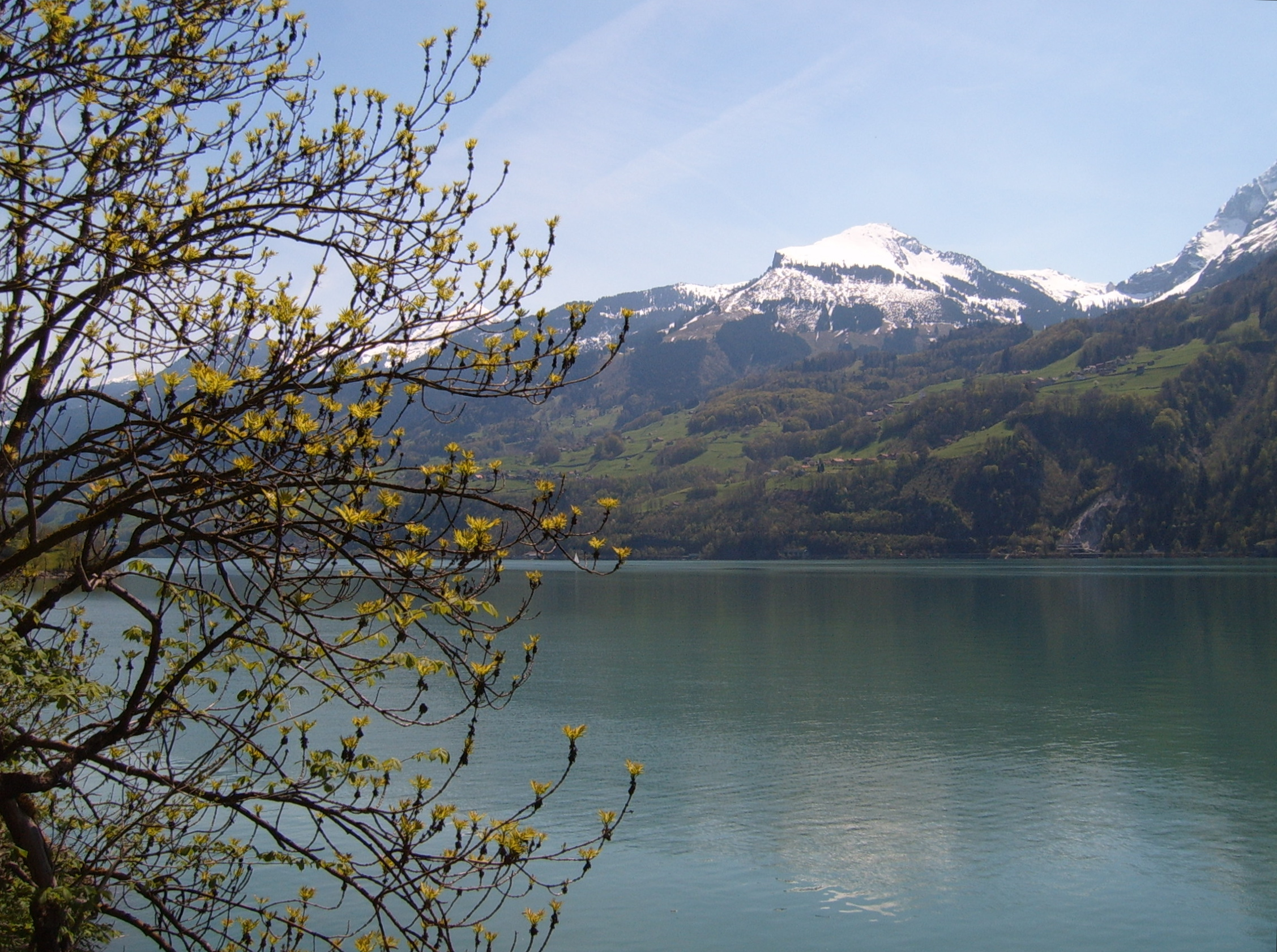
El lago con la sierra Churfirsten al fondo
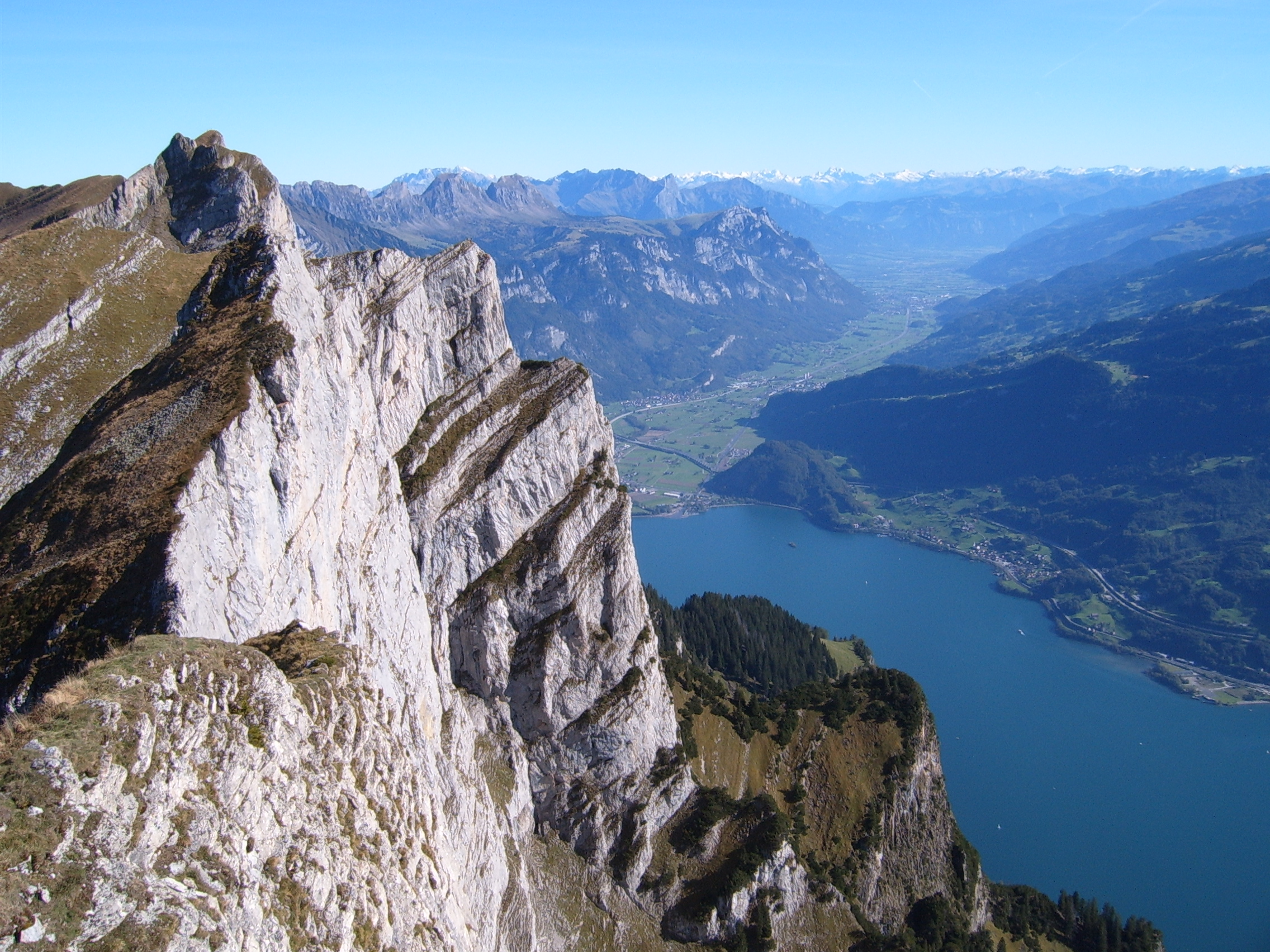
El lago visto desde el pico Leichtstamm (2101 m) en la sierra Churfirsten
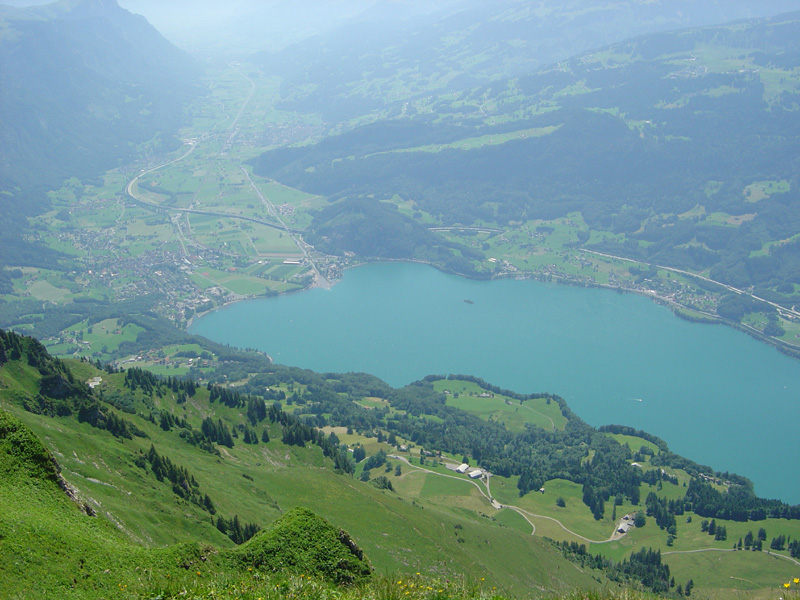
El lago y Walenstadt vistos desde la sierra
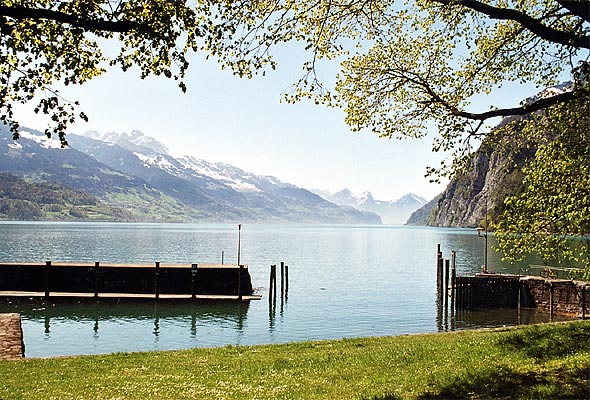
Orilla del lago en Walenstadt

- Datos: Q14444
- Multimedia: Walensee / Q14444